# Isoperla bimaculata
Isoperla bimaculata är en bäcksländeart som beskrevs av Yang, D. och C. Yang 1996. Isoperla bimaculata ingår i släktet Isoperla och familjen rovbäcksländor. Inga underarter finns listade i Catalogue of Life.